# گل چشماری
گل چشماری(نام علمی: Gypsophila paniculata) نام یک گونه از تیره میخکیان است.